# USF Juniors
A USF Juniors (também conhecida como USF Juniors presented by Continental Tire), é uma categoria de fórmula monomarca disputada nos Estados Unidos. A categoria foi inaugurada em 2022 para ser o novo primeiro degrau do Road to Indy, abaixo da USF2000 Championship. A categoria é propriedade da Andersen Promotions e sancionada pela USAC.

## História
A USF Juniors foi anunciada oficialmente em setembro de 2021. O fundador da categoria, Dan Andersen, citou a necessidade de mais um degrau na escada do Road to Indy após o karting, pois para ele, o clima cada vez mais competitivo da USF2000 foi fator principal para a formação da nova categoria. Ele estabeleceu ainda o desejo de fornecer "uma verdadeira categoria escola, que seja gerenciada profissionalmente, onde pilotos, equipes e pais possam se concentrar no treinamento e nas corridas por meio de etapas mais curtas e econômicas, ao mesmo tempo em que diminui o foco nos jovens pilotos, o que ocorre frequentemente nas etapas da IndyCar" A categoria também foi criada para ser concorrente direta do Campeonato dos Estados Unidos de Fórmula 4 . Para permitir que os campeões da série progridam em suas carreiras, os vencedores receberão uma bolsa de estudos no valor de US$ 200 mil, e poderão continuar a desenvolver suas capacidades de pilotagem e no futuro correr na IndyCar.

Logotipo da USF Juniors em 2022

Para a temporada inaugural, foi planejada uma programação de seis etapas, apresentando todas as pistas. A USAC, que já administrava os campeonatos como a USF2000 Championship e USF Pro 2000 no Road to Indy, se tornou a entidade sancionadora da categoria. O ex-piloto Gustavo Yacamán foi contratado como gerente da categoria, enquanto outros dois ex-pilotos, Joel Miller e Johnny Unser, foram contratados como comissários de corrida.

## Carros
Para a temporada inaugural da série, as equipes usaram um chassi Ligier JS F4 com motor  2.0 litros de 160 cv fabricado pela Honda Performance Development (HPD). Tal como acontece com todas as outras séries da escada Road to Indy, a The Goodyear Tire and Rubber Company, através de sua marca Cooper, é a fornecedora de pneus da série. Para a temporada de 2023, o USF Juniors começou a usar o chassi Tatuus JR-23, que pode ser atualizado para uso tanto no US F2000 quanto no Indy Pro 2000 à medida que pilotos e equipes progridem na escada Road to Indy. O novo carro também usa o mesmo motor MZR usado na série Road to Indy.

## Campeões
| Ano  | Piloto           | Equipe         |
| ---- | ---------------- | -------------- |
| 2022 | Mac Clack        | DEForce Racing |
| 2023 | Nicolas Giaffone | DEForce Racing |

## Circuitos
| Curso                               | Anos        |
| ----------------------------------- | ----------- |
| Barber Motorsports Park             | 2022 – 2023 |
| Circuito das Américas               | 2022 – 2023 |
| Mid-Ohio                            | 2022 – 2023 |
| Autódromo Internacional de Ozarks   | 2022        |
| Road America                        | 2022 – 2023 |
| Autódromo Internacional de Sebring  | 2023        |
| Autódromo Internacional da Virgínia | 2022 – 2023 |